# Wisielakówka (polana)
Wisielakówka (ok. 1180 m n.p.m.) – polana znajdująca się na grzbiecie Wisielakówki w Gorcach, pomiędzy polanami Świderowa i Długie Młaki pod Turbaczem. Obecnie już w stopniu zarosła lasem. Nazwa polany pochodzi stąd, że na polanie grzebano niegdyś samobójców (wisielców, wisielaków), których przesądy nie pozwalały pochować na terenie wsi, by nie sprowadzili nieszczęścia. Trupy wisielców były natomiast w dużej estymie u góralskich czarowników.
Na Wisielakówce wybudowano w latach 1924–1925 pierwsze gorczańskie schronisko, według projektu Karola Stryjeńskiego. W 1927 nadano mu imię Władysława Orkana. Mieściło ono początkowo 25 osób, a po przebudowie w 1931 – 62 osoby. Spłonęło w nocy z 16 na 17 listopada 1933, podpalone prawdopodobnie przez kłusowników, którzy widzieli dla siebie zagrożenie w zwiększającym się ruchu turystycznym.
Polana jest własnością spółki gazdowskiej. Jej właściciele wspólnie kosili polanę i dzielili się sianem. Znajduje się poza obszarem Gorczańskiego Parku Narodowego w granicach wsi Waksmund w województwie małopolskim, w powiecie nowotarskim, w gminie Nowy Targ.